# Pontoclausia wilsoni
Pontoclausia wilsoni is een eenoogkreeftjessoort uit de familie van de Clausiidae. De wetenschappelijke naam van de soort is voor het eerst geldig gepubliceerd in 1963 door Gooding.